# Marruecos en los Juegos Paralímpicos de Seúl 1988
Marruecos estuvo representado en los Juegos Paralímpicos de Seúl 1988 por catorce deportistas masculinos.

## Medallistas
El equipo paralímpico marroquí obtuvo las siguientes medallas:
| Nombre          | Deporte  | Evento                  |
| --------------- | -------- | ----------------------- |
| Oro             |          |                         |
| —               |          |                         |
| Plata           |          |                         |
| —               |          |                         |
| Bronce          |          |                         |
| Abdelyalil Biar | Natación | 400 m libre 4 masculino |